# Thomas Penny

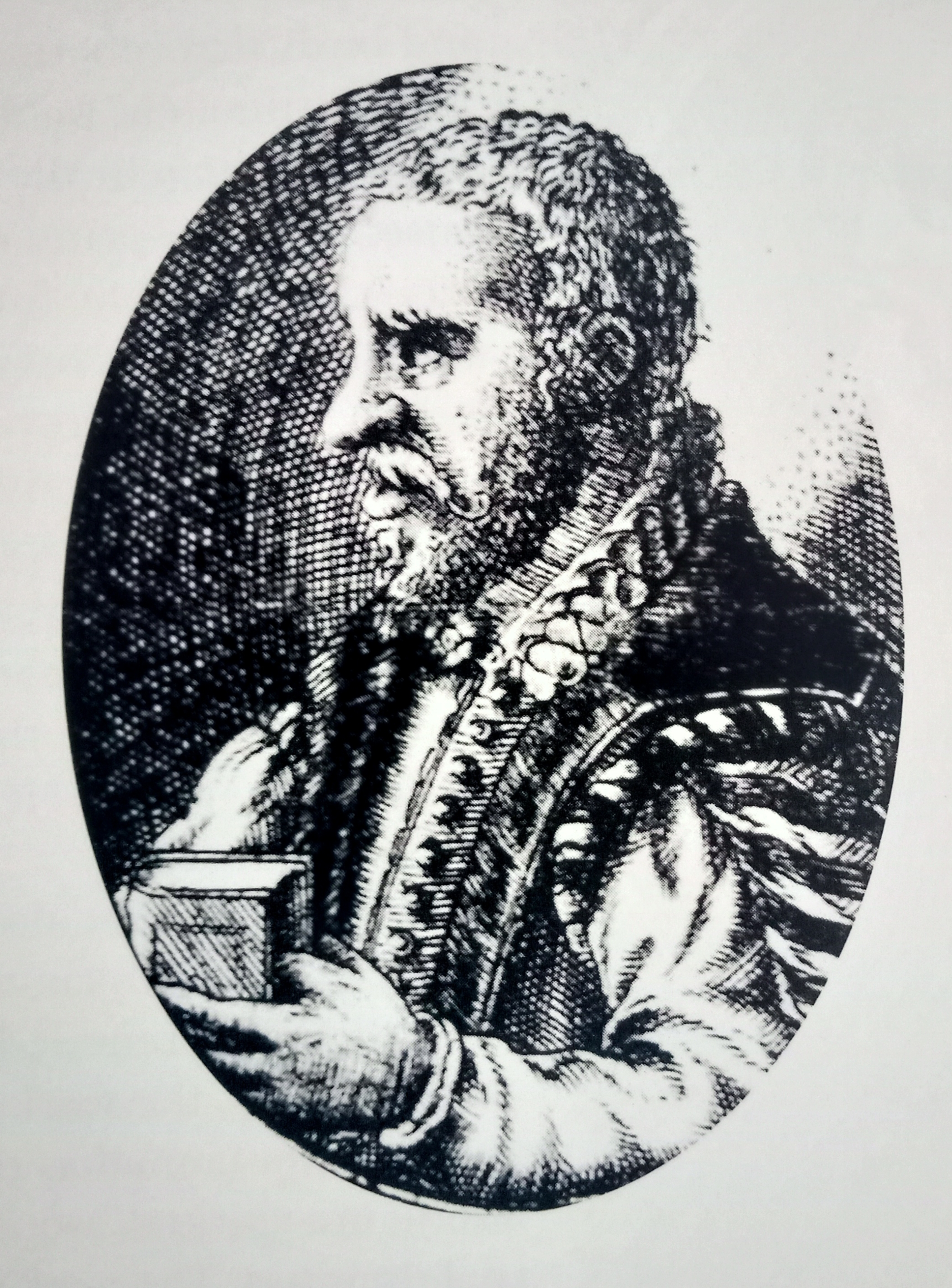
Thomas Penny, Ausschnitt aus dem vorgesehenen Frontispiz für Thomas Muffets postumes Werk Insectorum sive minimorum animalium theatrum

Thomas Penny  (* 1532 in Eskrigg bei Lancaster; † Januar 1589) war ein britischer Arzt, Geistlicher, Botaniker und Entomologe.

## Leben und Wirken

### Leben
Penny studierte am Queens’ College der Universität Cambridge Theologie. 1550 erhielt er die Sizarship des Trinity College und 1551 seinen Bachelor of Arts. 1553 wurde er „Fellow“ des Trinity College und 1554 Senior Bursar.
Wie viele seiner Mitstudenten scheint er in Cambridge dem Puritanismus angehangen zu haben. Unter der katholischen Queen Mary musste er sich bedeckt halten. In Elizabethanischer Zeit stieg er zunächst schnell auf. 1560 erhielt er eine Pfründe in St. Pauls in London und 1561 wurde er Prediger in Cambridge. Seine weitere Karriere wurde aber durch seine puritanischen Ansichten verhindert, die er bei der „Spittle-Predigt“ in St. Paul´s Ostern 1565 offenbarte. Er durfte nicht mehr predigen, behielt aber seine Pfründe noch bis 1577, als man sie ihm wegen der Unterstützung des Puritaners Richard Gawton entzog. Nach seiner „Spittle-Predigt“ ging er auf den Kontinent um Medizin zu studieren.
Schon damals hatte er einen Ruf als Biologe und besuchte 1565 Conrad Gessner in Zürich. 1566 ging er nach Montpellier zum Medizinstudium, und er studierte und besuchte auch Orleans, Paris, Genf und Heidelberg. Nach der Rückkehr nach England verweigerten ihm das Royal College of Physicians zunächst die Zulassung, er praktizierte dann aber doch in London.
Penny wurde auf dem Friedhof von St Andrew Undershaft bestattet.

### Werk
Von Penny sind keine Bücher bekannt und auch der Verbleib seiner Manuskripte ist unbekannt. Er ist vor allem durch Zitierungen in Werken anderer bekannt, und das was sie aus seinen Manuskripten übernahmen. Er stand als Biologe bei seinen Zeitgenossen in hohem Ansehen.
Er gilt als Pionier der Zoologie und Entomologie in England, der auch schon in seiner Systematik von Aristoteles abwich (er gruppierte Raupen nicht zu Würmern, sondern zu den aus ihnen entstehenden Schmetterlingen) und spontane Erzeugung bezweifelte. Er war auch ein Pionier darin, dass er biologische Experimente ausführte.
Nach Gessners Tod half er dessen Schüler Caspar Wolf, die „Historia Plantarum“ für eine geplante Veröffentlichung vorzubereiten und hinterließ im Manuskript zusätzliche Bemerkungen.
Er war Beiträger zu Thomas Muffets Insectorum sive minimorum animalium theatrum, das lang nach seinem Tod 1634 erschien. Muffet erwähnt auch Edward Wotton und Conrad Gessner als Quellen. Insbesondere verwendete er die von Penny erstellten 500 Zeichnungen von Insekten, die so in seinem Manuskript in der British Library erhalten sind. Nach Potts und Fear war Muffet ein Freund, dem er sein Manuskript über Insekten nach seinem Tod überließ und das Buch von Muffet, das daraus später entstand, war zu großen Teilen von Penny verfasst. Muffet konnte die Druckkosten und die Kosten für die Herstellung der Abbildungen wahrscheinlich nicht aufbringen und verlor eine Zeitlang das Interesse, das erst nach der Veröffentlichung des Insektenbuchs De animalibus insectis libri septem von Ulisse Aldrovandi 1602 wieder erwachte. Er starb aber 1604 und die Witwe verkaufte die Manuskripte an den königlichen Leibarzt Théodore Turquet de Mayerne, der dann für den Druck 1634 sorgte, allerdings mit kostengünstigeren und gröberen Holzschnitten nach den Vorlagen von Penny für die Abbildungen.
Penny lieferte auch Abbildungen von Pflanzen für Charles de l’Écluses Stirpium nomenclator Pannonicus (1584). Er war seit seiner Zeit in Cambridge mit Peter Turner (1542–1614) bekannt, dem Sohn von William Turner.